# Isole Baby
Le isole Baby sono un gruppo di piccole isole che fanno parte delle isole Krenitzin, che sono a loro volta un sottogruppo delle isole Fox. Si trovano a circa 1,9 km a nord-est di Unalga nella parte orientale dell'arcipelago delle Aleutine e appartengono all'Alaska (USA).
Il gruppo è composto da cinque isole che vanno da 300 a 1000 m di lunghezza e qualche isolotto minore. Nessuna di loro è più alta di qualche metro s.l.m. e sono disabitate.
Un gran numero di uccelli, in particolare la Aethia pygmaea, nidificano sulle isole, che li rende una tappa frequente per itinerari naturalistici nella zona, il gruppo si trova a soli 34 km da Duch Harbor (isola di Unalaska).

## Storia
Nel 1852 le isole sono state registrate dal capitano Mihail Teben'kov della Marina russa come isole Chayachi.
Sono note anche come isole dei gabbiani o con il loro nome aleutino scogli Chaiki.